# Tellúr
A tellúr az oxigéncsoportba tartozó kémiai elem. A rendszáma 52, a vegyjele Te, nyelvújításkori neve irany. A tellúr név a latin tellus (föld) szóból származik.
Ezüstszürke színű, fémes fényű félfém. Kristályai ridegek, könnyen poríthatóak. Lágy, Mohs-keménysége 2,5. A tellúr kis mértékben vezeti az elektromos áramot. Oldhatatlan vízben és szén-diszulfidban. Az olvadékának a színe sötét, a gőze aranyszínű. A gőzét kétatomos molekulák építik fel.

## Felfedezése
Az osztrák-magyar származású erdélyi bányamérnök, Müller Ferenc József (1742–1825) az erdélyi ércek tanulmányozása során fedezte fel, 1782-ben. Tőle függetlenül fedezte fel Kitaibel Pál 1789-ben.

## Kémiai tulajdonságai
Kémiai tulajdonságai a szelénéire emlékeztetnek. Vegyületeiben az oxidációs száma -2 és +6 között változhat. Csak magas hőmérsékleten lép reakcióba hidrogénnel, ekkor tellúr-hidrogén (vagy hidrogén-tellurid, H2Te) keletkezik. Halogénekkel azonban könnyen reagál. Levegőn meggyújtva tellúr-dioxiddá (TeO2) ég el, lángja kékes színű. Kénnel, szelénnel, nitrogénnel és foszforral nem lép reakcióba. Közvetlenül egyesül sok fémmel; vegyületeket képez velük. A kénsav vegyileg oldja (hasonlóan a szelénhez), ekkor tellúr-szulfit (TeSO3) keletkezik.

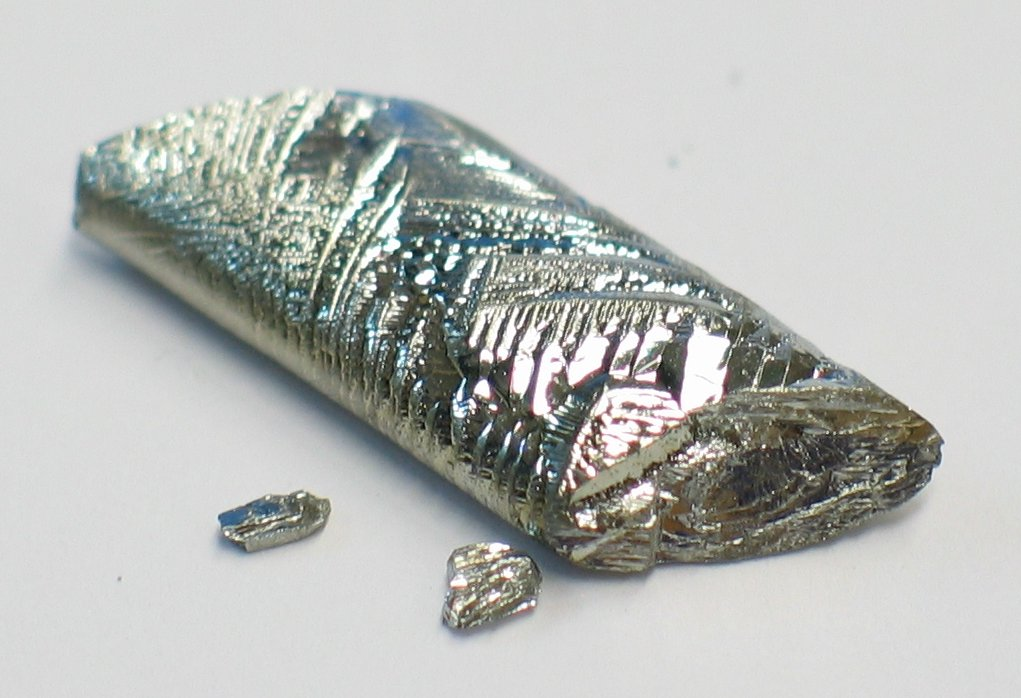
Tellúr

## Előfordulása a természetben
A természetben elemi állapotban is megtalálható. Főként arany- és ezüstércekben fordul elő. Fontosabb ásványai: tellurit (TeO2), nagyágit (kéntartalmú arany-ólom-tellurit), krennerit ((Au, Ag)2Te), szilvianit (összetétele ez előbbi ásványéval megegyező), hessit (Ag2Te). Megtalálható egyes szulfidércekben is. Ritka elem.

## Előállítása
Általában nem érceiből, hanem a réz finomításakor keletkező anódiszapból nyerik ki szárítással, majd kénsav jelenlétében pörkölik. Ezután kilúgozzák: kálium-nitrátot és szódát kevernek hozzá, majd ezekkel összeolvasztják. Az ekkor keletkező olvadékot kénsav jelenlétében hevítik, ekkor tellúr-dioxid keletkezik. Ebből redukcióval állítják elő.

## Felhasználása
Főként félvezető- és termoelektromos tulajdonságai miatt használják fel, pl. napelemek gyártásához (kadmiummal vagy cinkkel ötvözve). Emellett ötvözőelemként is alkalmazzák. Javítja az ólom ellenállóságát a kénsavval szemben, illetve az acél-és rézötvözetek forgácsolhatóságát. Emellett katalizátorként, illetve a gumigyártásban a vulkanizálás elősegítésére is felhasználják. Fémorganikus vegyületei a szerves szintéziseknek fontos köztiterméke.